# Coming Home (chanson de Sigurjón's Friends)
Pour les articles homonymes, voir Coming Home.
Chansons représentant l'Islande au Concours Eurovision de la chanson
Je ne sais quoi
(2010) Never Forget
(2012)
Coming Home (en français Rentrer à la maison) est la chanson représentant l'Islande au Concours Eurovision de la chanson 2011 à Düsseldorf, en Allemagne. Elle est interprétée par les Sigurjón's Friends.

## Sélection
Le diffuseur islandais Ríkisútvarpið (RÚV) organise un concours de sélection dont la chanson vainqueur sera choisie par le public lors d'émissions de télévision, trois demi-finales les 15, 22 et 29 janvier, et une finale le 12 février 2011. Après le dépôt en septembre et octobre 2010 de 174 propositions par des artistes tous islandais selon le règlement , un jury professionnel en retient quinze. Parmi elle, il y a la chanson Aftur heim interprétée par Sigurjón Brink, son compositeur, et des paroles de son épouse ; mais, alors que la chanson devait être présentée lors de la troisième demi-finale le 29 janvier, Sigurjón meurt dans la soirée du 17 janvier 2011, chez lui à Garðabær, victime d'un accident vasculaire cérébral. La famille de Sigurjón décide, après réflexion qu'elle aimerait que la chanson reste dans la compétition, qu'elle soit interprétée par les amis de Sjonni, un groupe hommage composé d'amis musiciens Hreimur Örn Heimisson, Gunnar Ólason, Benedikt Brynleifsson, Vignir Snær Vigfússon, Matthías Matthíasson et Pálmi Sigurhjartarson. La chanson est qualifiée directement pour la finale, mais reste présentée d'abord lors de la troisième demi-finale. La formation remporte le Söngvakeppni Sjónvarpsins 2011.
Le 14 mars 2011, RÚV annonce que Aftur heim sera interprété en anglais au Concours Eurovision de la chanson sous le nom de Coming Home.

## Eurovision

### Demi-finale
La chanson est d'abord présentée lors de la première demi-finale le mardi 10 mai 2011. Elle est la quatorzième chanson de la soirée, suivant Celebrate interprétée par Daria pour la Croatie et précédant What About My Dreams? interprétée par Kati Wolf pour la Hongrie.
La performance islandaise met en vedette les membres de Sjonni's Friends se produisant en un groupe. Ils sont habillés à l'identique, portant des jeans, des chemises blanches, des gilets bleu clair et des cravates dans une nuance de bleu plus foncée. Les écrans LED affichent des graphiques de rouages mécaniques en rotation qui passaient entre les couleurs orange et verte tout au long de la performance. Le batteur du groupe, Benedikt Brynleifsson, est assis sur une selle, car Sigurjón Brink adorait les chevaux, tandis que la batterie affiche le titre d'une des chansons de Brink Love Is You.
À la fin des votes, l'Islande est annoncée comme ayant terminé dans le top 10 et se qualifiant pour la grande finale. La chanson obtient 100 points et se classe quatrième de la demi-finale.

#### Points attribués à l'Islande lors de la première demi-finale
| 12 points           | 10 points                       | 8 points                     | 7 points      | 6 points |
| ------------------- | ------------------------------- | ---------------------------- | ------------- | -------- |
| - Espagne - Hongrie | - Finlande - Norvège - Portugal | - Lituanie - Serbie - Suisse | - Royaume-Uni | - Grèce  |
| 5 points            | 4 points                        | 3 points                     | 2 points      | 1 point  |
|                     | - Pologne                       | - Russie                     | - Arménie     |          |

### Finale
Lors de la finale, la chanson est la vingt-et-unième de la soirée, suivant No One interprétée par Maja Keuc pour la Slovénie et précédant Que me quiten lo bailao interprétée par Lucía Pérez pour l'Espagne.
Le groupe donne la même prestation qu'en demi-finale.
À la fin des votes, la chanson obtient 61 points et finit à la vingtième place sur vingt-cinq participants.

#### Points attribués à l'Islande lors de la finale
| 12 points | 10 points                | 8 points             | 7 points  | 6 points                     |
| --------- | ------------------------ | -------------------- | --------- | ---------------------------- |
| - Hongrie | - Suisse                 | - Finlande - Norvège |           | - Danemark                   |
| 5 points  | 4 points                 | 3 points             | 2 points  | 1 point                      |
| - Italie  | - Portugal - Royaume-Uni |                      | - Espagne | - Bosnie-Herzégovine - Suède |